# Lepidophyma zongolica
Lepidophyma zongolica (зонгольська тропічна нічна ящірка) — вид сцинкоподібних ящірок родини нічних ящірок (Xantusiidae). Ендемік Мексики.

## Поширення і екологія
Зонгольські тропічні нічні ящірки мешкають горах Східної Сьєрра-Мадре на заході Веракрусу і крайньому сході Пуебли. Вони живуть в гірських тропічних лісах.